# Método comunicativo

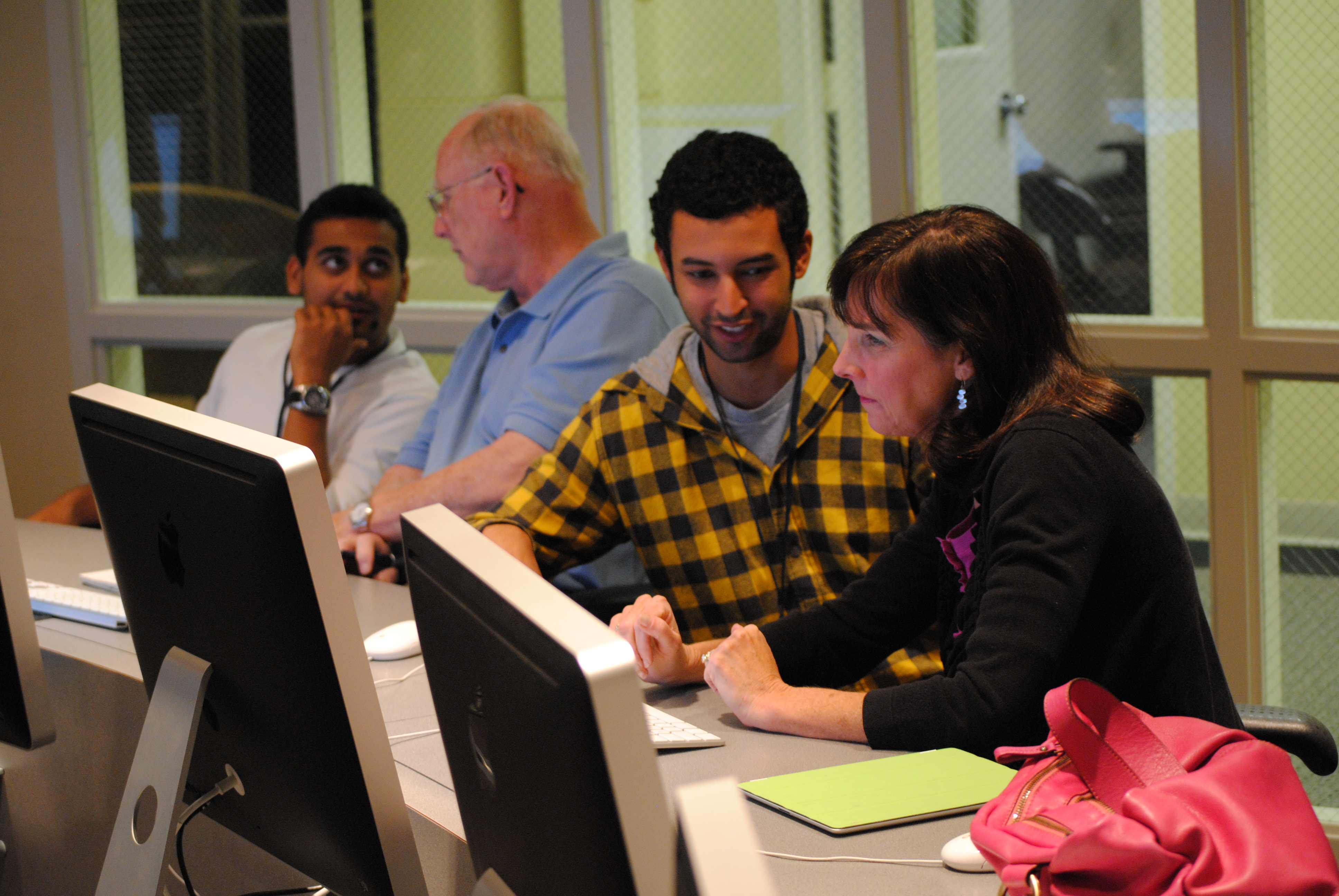
Una persona se acercó gentilmente a la división generacional y ayudó a un miembro de la comunidad a aprender a usar Skype para poder comunicarse con su hija.

El método comunicativo o enseñanza comunicativa de la lengua (en inglés, Communicative Language Teaching, CLT) es un enfoque en la enseñanza de idiomas en el que se da máxima importancia a la interacción como medio y como objetivo final en el aprendizaje de una lengua. Se le conoce también como enfoque comunicativo (en inglés, Communicative Approach).

## Relación con otros métodos y enfoques

### El método audiolingual
El método audiolingual surgió como resultado directo de la necesidad de poseer un buen dominio oral y auditivo de una lengua extranjera durante y después de la Segunda Guerra Mundial. Está íntimamente relacionado con el Conductismo y se caracteriza por poner énfasis en la precisión lingüística, alegando que una continuada repetición de errores llevaría a la adquisición de estructuras incorrectas y a una mala pronunciación.
En la clase, las lecciones normalmente se organizaban a partir de una estructura gramatical presentada en diálogos cortos. Normalmente los alumnos escuchaban una serie de grabaciones de conversaciones una y otra vez para luego intentar repetir con exactitud la pronunciación y las estructuras gramaticales de estos diálogos.
Los detractores del método audiolingual afirmaban que demasiado énfasis en la repetición y en la precisión lingüística no ayudaba a los alumnos a adquirir una competencia comunicativa en la lengua meta. Buscaron nuevas formas de presentar y organizar la enseñanza de la lengua y defendieron el método nocional-funcional y el método comunicativo como las estrategias más eficaces para enseñar una lengua extranjera.

### El método nocional-funcional
Un programa nocional-funcional es más una forma de organizar el currículo de aprendizaje de una lengua que un enfoque o método de enseñanza. En un programa nocional-funcional, la enseñanza no está organizada alrededor de estructuras gramaticales como se había venido haciendo con el método audiolingual, sino que se basa en términos de “nociones” y “funciones”. En este modelo, “noción” se refiere al contexto en el cual las personas se comunican, mientras que “función” es la intención concreta del hablante en un contexto determinado. Por ejemplo, la noción o el contexto ir de compras necesita varias funciones del lenguaje. Estas incluyen: pedir precios, preguntar sobre las características de un producto y regatear. De la misma forma, la noción fiesta requiere numerosas funciones, entre ellas: presentarse, saludar y hablar sobre intereses y aficiones. Los defensores de este método afirmaban que daba soluciones a las deficiencias que tenía el método audiolingual puesto que ayudaba a los alumnos a desarrollar su capacidad para comunicarse eficazmente en una gran variedad de contextos de la vida real.

## Descripción del método comunicativo
Como extensión del método nocional-funcional, el método comunicativo también pone énfasis en ayudar a los alumnos a usar la lengua de aprendizaje en una gran variedad de contextos y da importancia al aprendizaje de las funciones de la lengua. A diferencia del método audiolingual, su principal objetivo es ayudar a los alumnos a crear frases con significado en lugar de ayudarles a construir estructuras gramaticales perfectamente correctas o a conseguir una pronunciación perfecta. Esto significa que el aprendizaje de la lengua extranjera se evalúa teniendo en cuenta cómo el alumno desarrolla su competencia comunicativa, la cual se podría definir como la capacidad que tiene el alumno para usar sus conocimientos sobre los aspectos formales y sociolingüísticos de la lengua para comunicarse de manera adecuada.
El método comunicativo se caracteriza por ser un enfoque de enseñanza general y no un método de enseñanza con prácticas de clase claramente definidas. Como tal, a menudo se le define por medio de una lista de principios o características generales. Una de las listas más conocidas es la de las cinco características del método comunicativo, elaborada por David Nunan (1996):
1. Pone énfasis en la comunicación en la lengua extranjera a través de la interacción.
2. Introduce textos reales en la situación de aprendizaje.
3. Ofrece a los alumnos oportunidades para pensar en el proceso de aprendizaje y no sólo en la lengua.
4. Da importancia a las experiencias personales de los alumnos como elementos que contribuyen al aprendizaje del aula.
5. Intenta relacionar la lengua aprendida en el aula con actividades realizadas fuera de ella.

Estas cinco características son las que propugnan los defensores del método comunicativo para demostrar que están tan interesados en las necesidades y deseos de sus alumnos como en la relación que existe entre la lengua que se enseña en sus clases y la que se utiliza fuera del aula. Bajo esta definición tan amplia, cualquier tipo de enseñanza que ayude al alumno a desarrollar su competencia comunicativa en un contexto real se considera una forma de enseñanza aceptable y beneficiosa. De este modo, las actividades realizadas en las clases basadas en el método comunicativo suelen incluir actividades en parejas y en grupo en las que se requiere la negociación y la cooperación de los alumnos, actividades enfocadas a adquirir fluidez que animen a los alumnos a aumentar su confianza, juegos de simulación (role playing) en los que los alumnos practican y desarrollan las funciones de la lengua, y también actividades enfocadas a adquirir un buen uso de la gramática y la pronunciación.

## Actividades de clase utilizadas en el método comunicativo
Algunos ejemplos de actividades son:
- Juegos de simulación (role playing)
- Entrevistas
- Intercambio de información repartida entre alumnos
- Juegos
- Intercambio de idiomas
- Encuestas
- Trabajo en parejas
- Aprender enseñando

Sin embargo, no todos los cursos que aplican el método comunicativo se limitan solamente a estas actividades. Algunos profesores, por ejemplo, piden ocasionalmente a sus alumnos que realicen ejercicios gramaticales o que hagan en casa ejercicios de automatismo no comunicativos.
Como este enfoque es uno de los más actuales, los profesores desconocen cómo utilizarlo o su uso máximo, es decir, no aprovechan lo que ofrece y ocasionan una rara interpretación de él.

## El método comunicativo en elsigloXXI
Tal como sostiene Dornyei (2013), el principal objetivo del enfoque comunicativo de comienzos de los año setenta del siglo XX fue desarrollar la competencia comunicativa en segunda lengua. Sin embargo, la reforma comunicativa de los setenta se centró fundamentalmente en la renovación de contenidos lingüísticos. El único principio relativo al aprendizaje asociado al enfoque comunicativo fue el de “aprender haciendo”, unido a la propuesta de desarrollar la competencia comunicativa a través de la participación activa en la “búsqueda de significado situacional”. Durante largo tiempo se sostuvo que el aula comunicativa debía aproximarse a un ambiente de adquisición natural del lenguaje. No obstante, para la mayoría de los estudiantes, la simple exposición a la lengua no parece dar lugar a su adquisición (Dornyei, 2009; Norris & Ortega, 2000).
En el siglo XXI, el enfoque comunicativo está sufriendo una transformación que incluye un reconocimiento y una mayor atención a la forma lingüística. Existen en la actualidad una serie de líneas de investigación centradas en la interfaz implícito - explícito, en tres campos fundamentales: (1) Foco en la Forma e Instrucción centrada en la Forma, (2) Fluidez y automatización y (3) Lenguaje Formulaico.

### Foco en la Forma e Instrucción centrada en la Forma
Se refiere a la preocupación por el sistema estructural de la lengua desde una perspectiva comunicativa, y al intento de implementar la interfaz implícito-explícito en la práctica áulica. Dentro de este marco, Rod Ellis (2008) distingue cuatro macro-opciones.
- Opciones basadas en el input, que involucran la manipulación del input
- Opciones explícitas que involucran la instrucción directa o indirecta (instrucción deductiva o inductiva)
- Opciones de producción, dirigidas a permitir e inducir al alumno a producir la estructura meta (manipulación o creación de textos)
- Opciones de feedback (implícito o explícito)

### Fluidez y automatización
Además de la preocupación tradicional por la precisión y el conocimiento de estructuras gramaticales, se debe prestar atención al desarrollo de la fluidez, tratada en la literatura psicológica en términos del concepto más amplio de “automaticidad / automatización” (Teoría de aprendizaje de habilidades). Desde el punto de vista psicológico es relevante estudiar cómo se puede automatizar las habilidades en segunda lengua. Siguiendo la Teoría de aprendizaje de habilidades, la construcción de la fluidez incluirá una etapa de input explícito, seguida de práctica extendida que puede dividirse en controlada y abierta. La etapa de input explícito proporciona reglas claras y concisas además de ejemplos que el aprendiente interpreta y ensaya. La etapa de práctica controlada ofrece repetición abundante dentro de un contexto. La etapa de la práctica abierta permite el mejoramiento continuo de la habilidad con un rango de aplicabilidad cada vez más amplio.

### Lenguaje formulaico
Los hablantes competentes conocen miles de fórmulas que utilizan como punto de partida para hablar y escribir. Este conocimiento está directamente ligado a la producción fluida y automatizada en tiempo real. Las secuencias formulaicas están almacenadas en la memoria como unidades por lo que recuperarlas implica menor carga cognitiva.

## El enfoque comunicativo basado en principios
Con base en las investigaciones acerca de la adquisición de la segunda lengua en contextos de instrucción, Dornyei (2013) propone una reformulación del enfoque comunicativo a partir de la postulación de una serie de principios:
1. El enfoque debe estar centrado en el significado y ser significativo para el aprendiente
2. Se debe incluir actividades de práctica controlada
3. El enfoque debe contener un componente de input inicial explícito
4. Se debe prestar atención a los aspectos formales de la segunda lengua: se debe llegar a un equilibrio óptimo entre actividades centradas en el significado y actividades centradas en la forma
5. Se debe practicar y reciclar de manera intensiva de secuencias formulaicas
6. Se debe exponer al alumno a grandes cantidades de input a través de actividades previas a la tarea
7. Se debe ofrecer oportunidades de participar en interacciones genuinas en segunda lengua, siempre enfocadas en algún aspecto formal o funcional específico.